# Wyaconda Township
Wyaconda Township est un ancien township  du comté de Clark dans le Missouri, aux États-Unis,. Il est baptisé en référence à la rivière Wyaconda (en).

## Source de la traduction
- (en) Cet article est partiellement ou en totalité issu de l’article de Wikipédia en anglais intitulé « Wyaconda Township, Clark County, Missouri » (voir la liste des auteurs).